# William Pirrie, 1. Viscount Pirrie

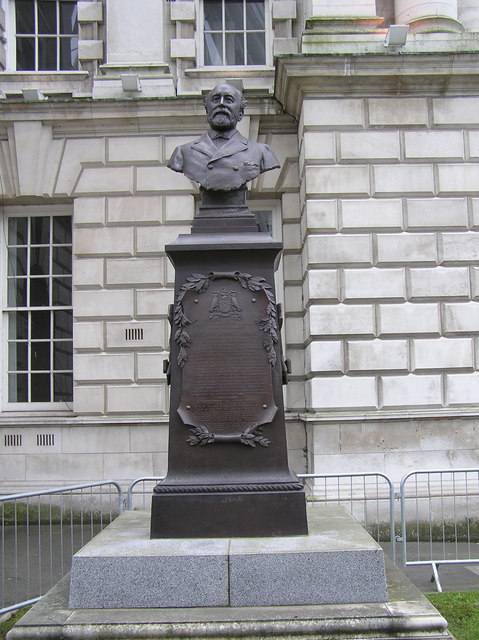
Denkmal für William Pirrie, 1. Viscount Pirrie, vor der Belfast City Hall

William James Pirrie, 1. Viscount Pirrie KP (* 31. Mai 1847 in Québec; † 6. Juni 1924 vor Kuba) war ein irischer Schiffbauer und Politiker.

## Biografie
William James Pirrie wurde am 31. Mai 1847 während eines Aufenthaltes seiner aus Irland stammenden Eltern James Alexander Pirrie und Eliza Swan Montgomery in Québec in der Provinz Kanada geboren. Er verbrachte seine Kindheit in Conlig im irischen County Down und besuchte das Royal Academical Institute in Belfast.
Im Alter von 15 Jahren begann er seine Ausbildung bei der Werft Harland & Wolff in Belfast, wo er später Partner und 1895 Vorstandsvorsitzender (chairman) wurde. Von 1896 bis 1897 war er Lord Mayor von Belfast und 1897 wurde er ins Privy Council für Irland aufgenommen. 1898 war er High Sheriff des County Antrim und 1899 High Sheriff des County Down. 1900 wurde er Präsident der britischen Schifffahrtskammer (UK Chamber of Shipping). Am 17. Juli 1906 wurde er durch König Eduard VII. als Baron Pirrie, of the City of Belfast, geadelt und dadurch Mitglied des britischen House of Lords. Am 9. Juli 1921 wurde er von König Georg V. zum Viscount Pirrie, of the City of Belfast, erhoben. 1908 wurde er als Knight Companion in den Order of Saint Patrick aufgenommen. Von 1907 bis 1913 hatte er das Amt des Comptroller of the Household des Lord Lieutenant of Ireland inne und war von 1911 bis 1924 Lord Lieutenant von Belfast. Im Ersten Weltkrieg war er ab 1916 Mitglied des Supply Board des War Office und 1918 wurde er ins britische Privy Council aufgenommen. Nach dem Ersten Weltkrieg war er unter anderem Hauptrechnungsprüfer des Handelsschiffbaus. 1921 wurde er in den Senate of Northern Ireland gewählt.
1899 wurde er mit der Ehrendoktorwürde (Doctor of Law) der Royal University of Ireland und 1903 mit der Ehrendoktorwürde (Doctor of Science) des Trinity College der Universität Dublin geehrt.
Pirrie starb am 7. Juni 1924 während einer Schiffsreise auf See vor Kuba an einer Lungenentzündung. Da seine 1879 geschlossene Ehe mit Margaret Montgomery Carlisle (1857–1935) kinderlos blieb, erloschen seine Adelstitel mit seinem Tod. Seine Ehefrau nahm aktiven Anteil an der Geschäftsführung von Harland & Wolff.
Seine Schwester Eliza Pirrie war die Mutter von Thomas Andrews (1873–1912), dem Architekten der Titanic, und von John Miller Andrews, dem zweiten Premierminister von Nordirland.
2006 wurde ihm vor der Belfast City Hall ein Denkmal errichtet.

## Politisches Wirken
Pirrie trat der Belfast Corporation bei, seine Position als Unionist war später jedoch so aufgeweicht, dass ihm die Ernennung zum Parlamentskandidaten der Unionist Party 1902 verweigert wurde. Als Lord Mayor von Belfast trieb er unter anderem durch den Bau eines neuen Rathauses und des späteren Royal Victoria Hospitals die Abschottung der Stadt voran. Durch seine Unterstützung der Home Rule Bill aus dem Jahre 1912 machte er sich die Belfaster Bevölkerung zum Feind und wurde dort nach Teilnahme an einer von Winston Churchill initiierten Versammlung der Ulster Liberal Association auf offener Straße ausgepfiffen.

## Pirries Rolle im Schiffbau
Nachdem Pirrie 1874 Partner der beiden Firmengründer Sir E. J. Harland und Gustav Wolff bei Harland & Wolff geworden war, verkörperte er eine treibende Kraft in der Werft, deren Vorsitzender er mehrere Jahre war. Er war einer der vordersten Streiter in der Weiterentwicklung von Seefahrtstechnik und mariner Architektur, unter anderem auch durch den Bau von Ozeanriesen wie der Titanic und ihrer Schwesterschiffe in Zusammenarbeit mit der britischen Reederei White Star Line. Pirries „schwimmende Hotels“ nahmen eine Vormachtstellung auf der „Nordatlantikroute“ zwischen Kanada und Großbritannien ein.